# Gitk
Gitk (anglicky Generalized Interface Toolkit) je grafický prohlížeč commitů v git repozitáři.

## Účel a historie
Hlavním účelem gitk není rozšiřovat funkčnost gitu, ale usnadnit jeho používání. Původní verze gitk, kterou vytvořil a spravoval Stefan Kost, umožňovala i úpravy projektu. Od roku 2005 je k dispozici přepracovaná verze gitk, kterou spravuje Paul Mackerras; tato verze je zaměřena především na prohlížení projektů, commitů a změn v souborech; mimoto umožňuje vytváření větví, aplikaci vybraných změn (cherry pick) a revertování commitů. Nová verze je součástí Gitu a je napsaná v Tcl/Tk.